# Зайнулабидов, Идрис Русланович
Идри́с Русла́нович Зайнулаби́дов (4 апреля 1986, СССР) — российский футболист.

## Карьера
Профессиональную карьеру начал в «Тереке» из Грозного, за который в 2005 году провёл одну игру в российской Премьер-лиге, в том же 2005 году он стал лучшим бомбардиром первенства дублёров, забив 18 мячей в 24 матчах. 8 октября 2005 года Идрис Зайнулабидов вылетел в Германию, где был прооперирован. На предсезонных сборах к первенству России в Первом дивизионе Зайнулабидов вновь получил травму, от которой оправился лишь в конце апреля 2006 года. В начале сезона 2006 года выступал за белорусскую «Дариду». Летом 2006 года перешёл в «Звезду» Серпухов, выступавшую во Втором дивизионе, за которую провёл 11 игр в первенстве и забил 4 мяча. С 2007 по 2008 выступал в «Луховицах», далее провёл 11 матчей в составе каспийского «Дагдизеля». С 2010 года игрок «Даймохка» из Хасавюрта, выступающего в первенстве Дагестана.